# Papststein
Der Papststein ist ein 451,2 m ü. NHN hoher Tafelberg in der linkselbischen Sächsischen Schweiz in Sachsen.

## Lage und Umgebung
Der Papststein befindet sich etwa vier Kilometer südöstlich von Königstein und etwa drei Kilometer südlich von Bad Schandau inmitten einer Hochebene (Ebenheit), welche noch durch weitere, gleichartige Felsberge dominiert wird. Umliegende Berge sind der Gohrisch, der Kleinhennersdorfer Stein und die Laasensteine. Touristisch wird diese Mikroregion in der Sächsischen Schweiz oft auch als das Gebiet der Steine benannt. Am Fuß des Papststeins liegt der kleine Ort Papstdorf, welcher zur Gemeinde Gohrisch gehört. Auf dem Gipfel befinden sich ein Berggasthaus und ein für die Öffentlichkeit nicht zugänglicher Feuerwachturm.

## Geschichte
Der Papststein wurde 1496 als „Bogerßdorfer Stein“ erstmals urkundlich erwähnt. Weitere frühere Namensformen waren „Babsdorffer Stein“ (Anfang 17. Jh.) und „Pabstdorffer Stein“ (1736), bevor Anfang des 19. Jahrhunderts die heute gebräuchliche Namensform aufkam.
Bereits 1780 wurde der Papststein durch einen Weg („Alter Weg“) erschlossen, der allerdings heute nicht mehr begehbar ist. Wilhelm Leberecht Götzinger empfahl 1812 die Besteigung des Gipfels und schrieb: „Doch erst ist der Papststein zu besteigen (…) Wer auf ihn sich hinauf führen läßt, findet eine vortreffliche Aussicht in die Nähe und auch einige in die Ferne (…).“
Das Gelände des Papststeins unterstand Anfang des 19. Jahrhunderts der königlich-sächsischen Forstverwaltung, die 1829 Teile des Gipfelplateaus zur Schaffung einer besseren Aussicht abholzen ließ. 1830 erstieg der sächsische Prinz (und spätere König) Friedrich August den Papststein und legte damit den Grundstein für ein größeres touristisches Interesse an dem aussichtsreichen Berg. Ein Reiseführer vermerkte 1846: „Der ausgebreiteten herrlichen Aussicht, zwischen dem Königstein und Lilienstein hindurch, nach Pillnitz und Dresden, sowie auf die jenseits der Elbe gelegene Felsenwelt, hat man in den letzten Jahren, da sie äußerst belohnend ist, mehr Berücksichtigung als früher geschenkt, so daß der Besuch dieses Felsens mehr und mehr in Aufnahme kommt.“
Die Felsschlucht am Ostaufstieg wurde 1845 zugänglich gemacht. 1858 errichtete man einen hölzernen Pavillon auf dem Gipfel, 1862 folgte das noch heute bestehende Berggasthaus. An die 1863 vorgenommene Forstvermessung erinnert eine Felsinschrift nahe der Westaussicht. 1889 wurde auf dem höchsten Punkt des Berges an der Südspitze ein kleiner steinerner Aussichtsturm errichtet, der wegen Baufälligkeit 1936 abgetragen wurde. Als Nachfolgebau entstand 1937 ein neuer 9 Meter hoher Holzturm, der durch die Ortsgruppe Königstein des Gebirgsverein für die Sächsische Schweiz in Zusammenarbeit mit dem Forstamt Cunnersdorf errichtet wurde. Den Aufbau selbst übernahm das in Pirna stationierte Pionierbataillon. Die Forstverwaltung nutzte den Turm, der bis 1969 bestand, als Feuerwachturm. Auf den Holzturm folgte ein Feuerwachturm aus Betonfertigteilen, der allerdings nicht öffentlich zugänglich ist. Nahe dem Turm befindet sich auch die auf den Papststein führende Lastenseilbahn.
Am 17. Januar 1972 stürzte auf der Südseite eine ca. 15 Meter hohe, 12 Meter breite und 8 Meter tiefe Wand mit einer Felsmasse von bis 4000 m³ vom Papststein herab und riss in den Wald eine über 30 Meter breite Schneise, die auch heute noch deutlich sichtbar ist.
Im Oktober 1996 führte die Bundeswehr im Bereich des Papststeins die Übung „Jäger 96“ durch, die durch massive Proteste seitens der Anwohner, Wanderer und Bergsteiger begleitet wurde und aufgrund der Proteste nicht im vorgesehenen Umfang durchgeführt werden konnte.

## Geologie
Ursprünglich bildete der Papststein zusammen mit dem benachbarten Gohrisch und dem Kleinhennersdorfer Stein eine zusammenhängende Sandsteintafel, die im Laufe ihrer Entwicklungsgeschichte von Norden her in drei Restmassive 
erodierte, welche heute die genannten Steine bilden.
Der Papststein besteht aus Sandsteinen der Stufen c, d und e, welche in der geologischen Zeitskala in die Stufen Mittlerer und Oberer Turon bzw. Coniac der Kreide eingeordnet werden. In neueren Publikationen werden diese wandbildenden Sandsteine auch als Postelwitzer, Rathewalder bzw. Schrammsteinschichten bezeichnet. Die zwischen den Stufen c und d eingeschaltete Zwischenschicht γ3 ist sehr starker Verwitterung ausgesetzt, im Gelände ist sie meist als Terrasse kenntlich. In dieser Zwischenschicht entstandene Höhlungen waren auch ursächlich für den Bergsturz von 1972.

## Kletterfelsen
Der Papststein gehört zum Gebiet der Steine im Klettergebiet der Sächsischen Schweiz. Er verfügt aber nur über die drei Klettergipfel „Große Hunskirche“ (Erstbesteigung 1880), „Kleine Hunskirche“ (Erstbesteigung 1893 durch eine Seilschaft um Oscar Schuster) und „Papst“, die jedoch dem Bergsteiger über 120 Routen bieten. Dabei wird an der „Großen Hunskirche“ ein anspruchsvoller Schwierigkeitsgrad bis IXc erreicht.

## Aussicht
Die Aussicht vom Papststein ist recht umfassend, der Blick schweift über große Teile der Sächsischen und Böhmischen Schweiz. Markante Berge im Blickfeld sind neben dem Gohrisch und den Zschirnsteinen auch die weiter entfernten Erhebungen Děčínský Sněžník (Hoher Schneeberg), Růžovský vrch (Rosenberg), die Schrammsteine mit Falkenstein und Großem Winterberg, Tanečnice (Tanzplan) und Unger. Ganz im Osten sind die Berge des Lausitzer Gebirges zu sehen, exemplarisch seien hier Studenec (Kaltenberg), Jedlová (Tannenberg) und Klíč (Kleis) genannt.

## Wege zum Gipfel
- Zustiege zum Gipfel bestehen von der West-, Ost- und Nordseite aus.
- Der über das Gipfelplateau von West nach Ost führende Wanderweg ist Teil eines mit einem roten Punkt markierter Weges, der seinen Ausgangspunkt in Königstein hat und über den Gohrisch und den Papststein in Richtung Krippen führt. Der Weg ist seit 2006 ein Teilabschnitt des Malerwegs und seit 2018 ebenfalls ein Teilabschnitt des Forststeig Elbsandstein.
- Der Nordaufstieg bildet zugleich den Zugang zu den Kletterfelsen Große Hunskirche und Kleine Hunskirche.
- Ein guter Ausgangspunkt für den Besuch des Berges ist der Wanderparkplatz an der Kreisstraße 8744 von Kurort Gohrisch nach Papstdorf am Westfuß des Berges. Von hier aus führt der Aufstieg (roter Punkt) in etwa 20 Minuten auf den Gipfel.

## Galerie

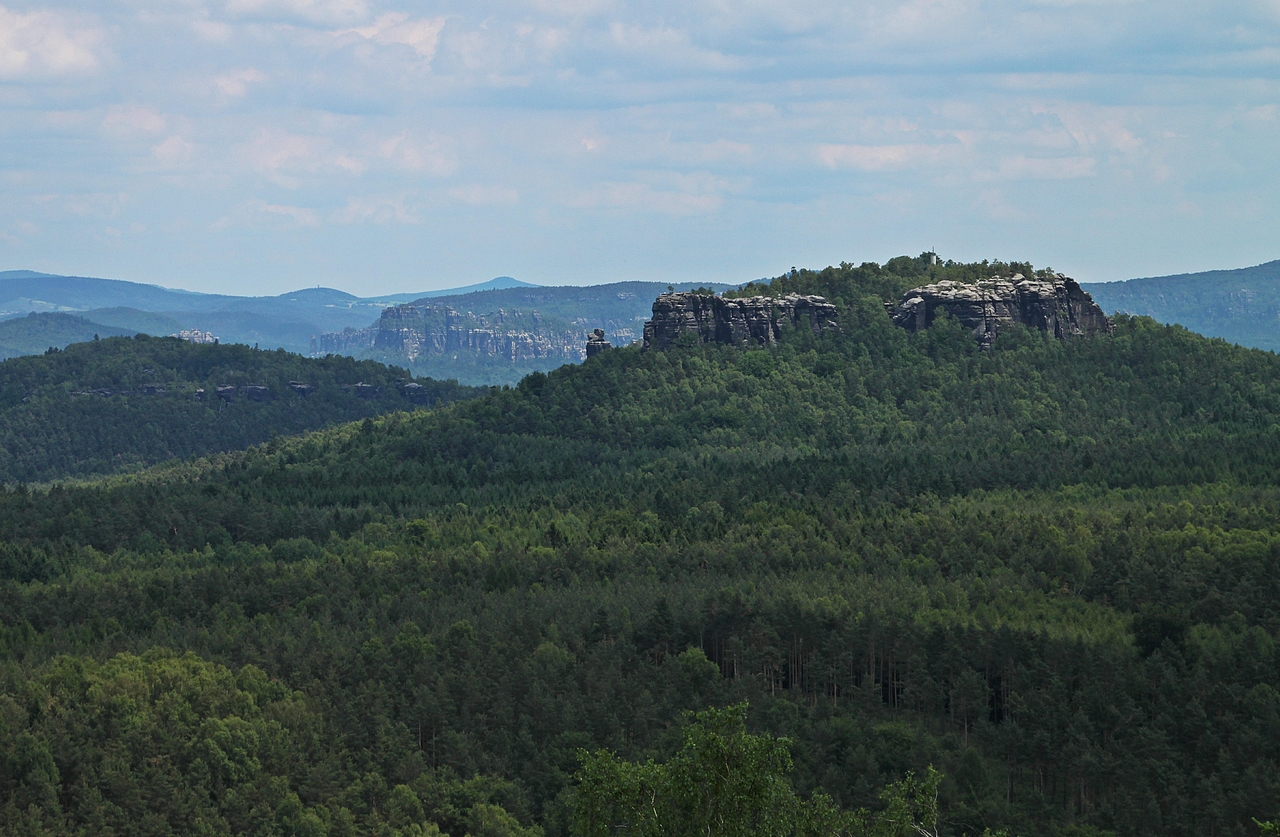
Blick vom Pfaffenstein zum Papststein
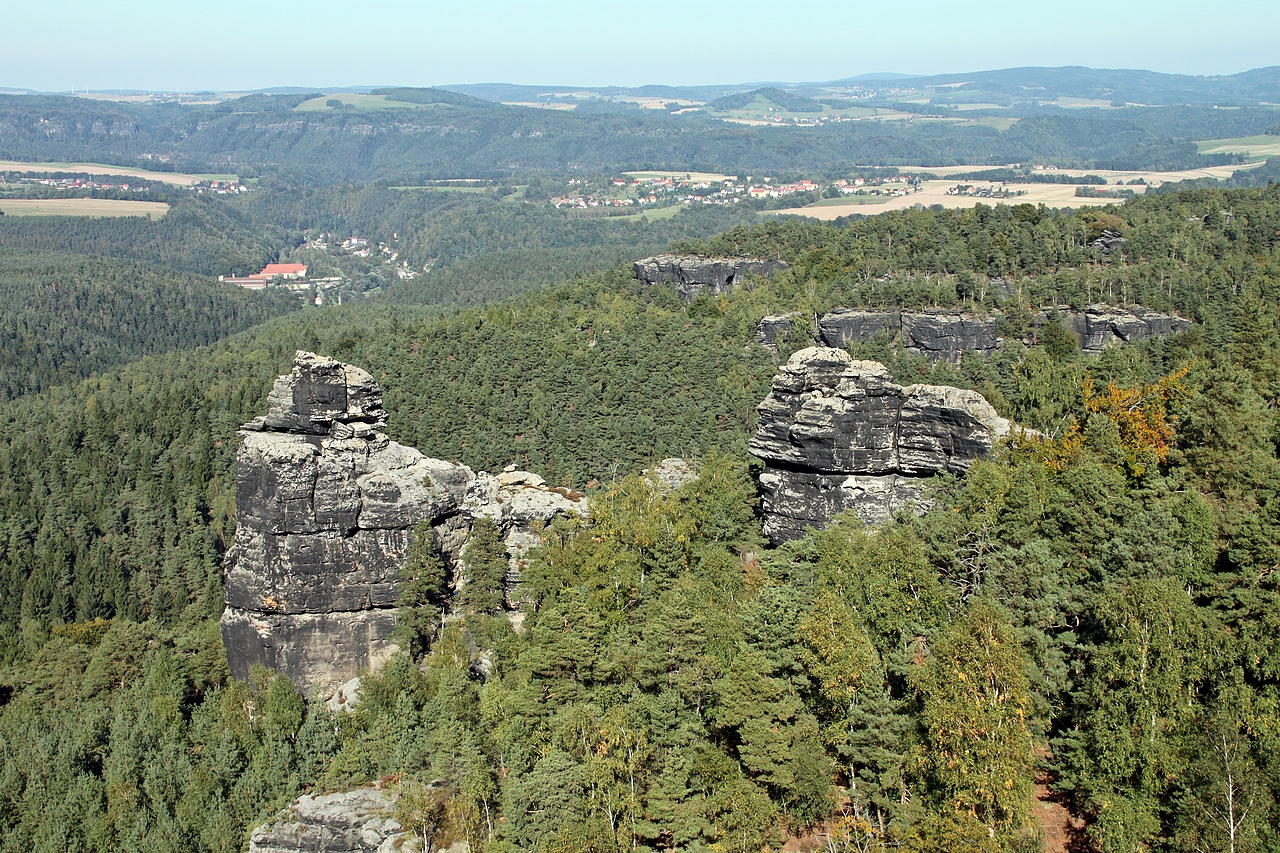
Kletterfelsen „Große Hunskirche“ und „Kleine Hunskirche“
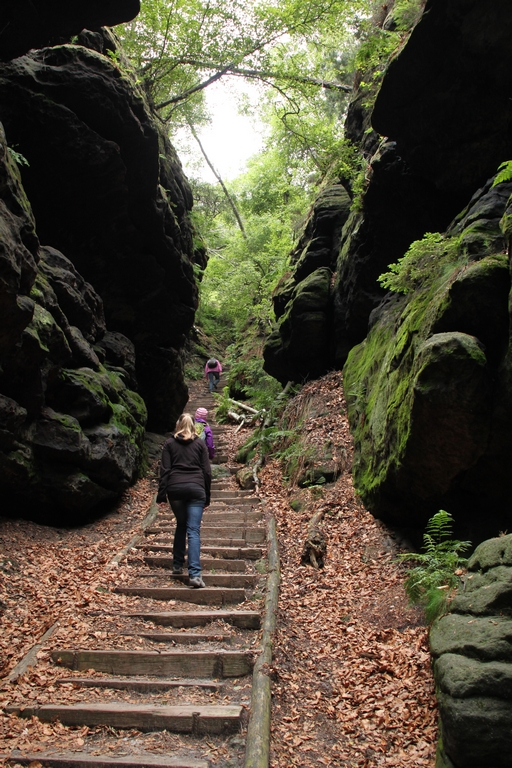
Ostaufstieg zum Papststein (Teil des Malerweges)
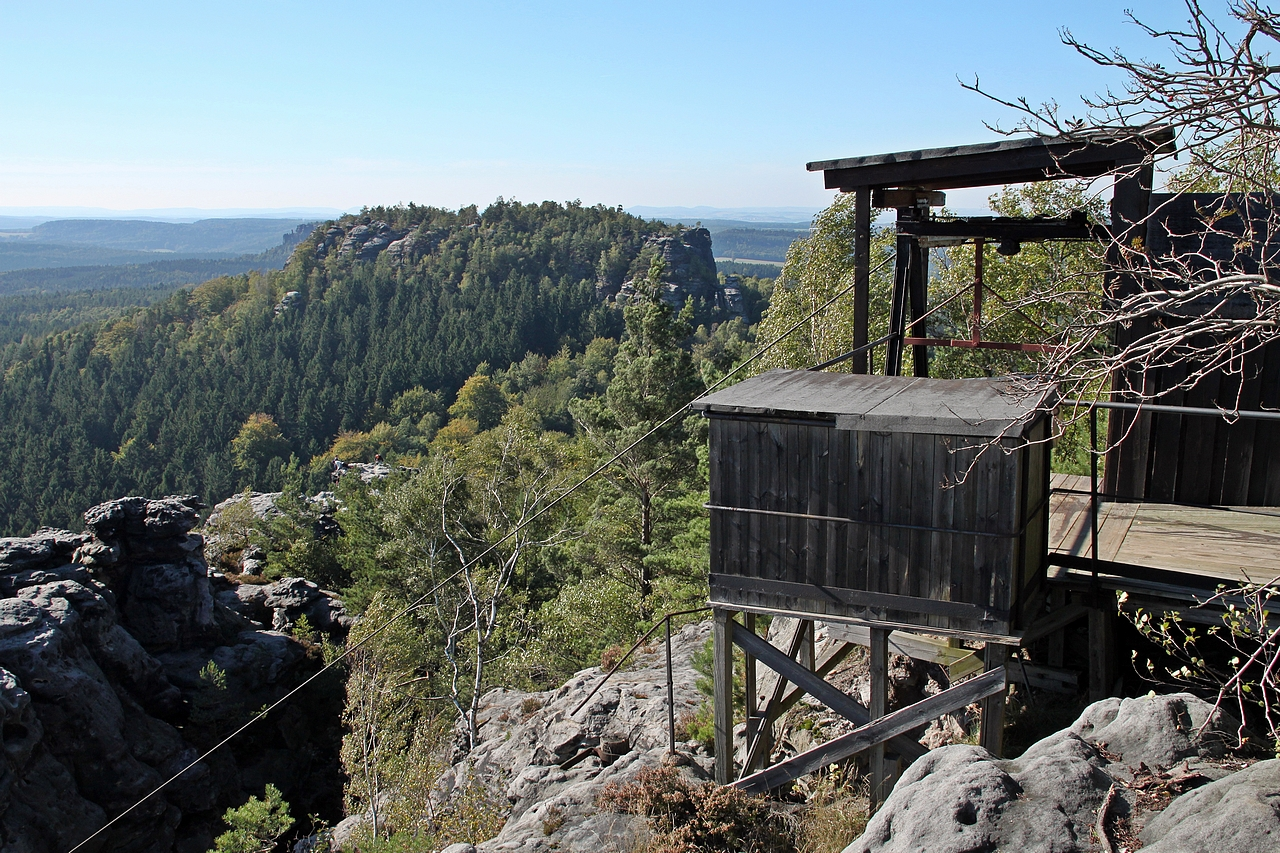
Bergstation der Lastenseilbahn mit dem Gohrisch im Hintergrund
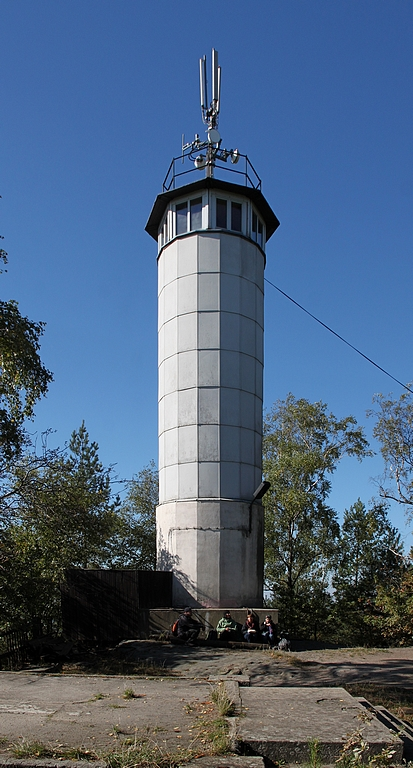
Der Feuerwachturm auf der Südaussicht
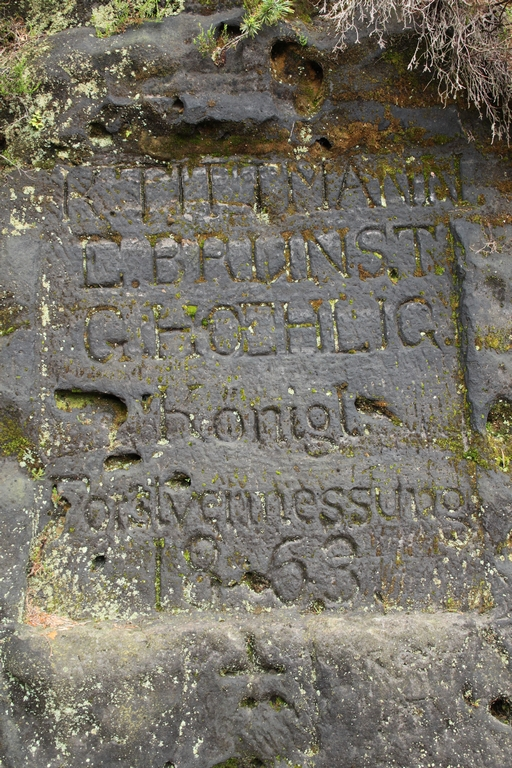
Inschrift der königlichen Forstvermessung von 1863
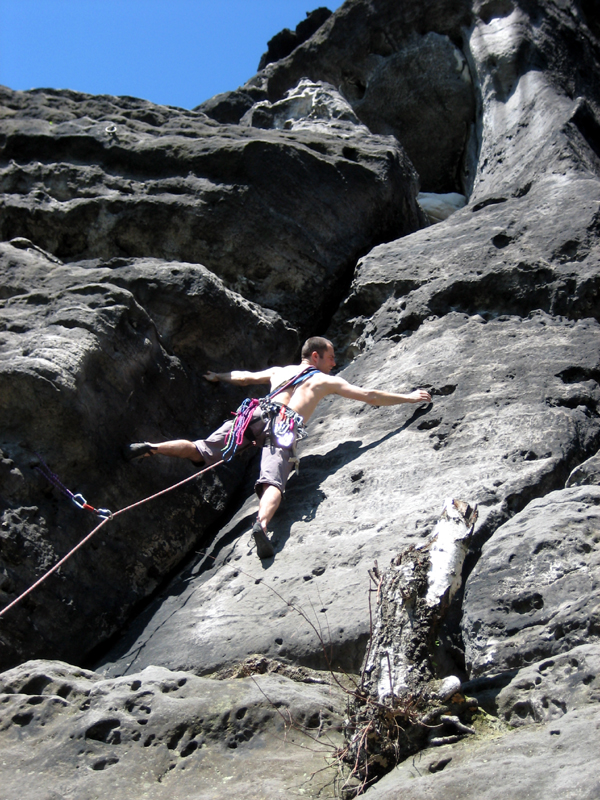
Bergsteiger am „Papst“